# Secretariado do Parlamento Europeu

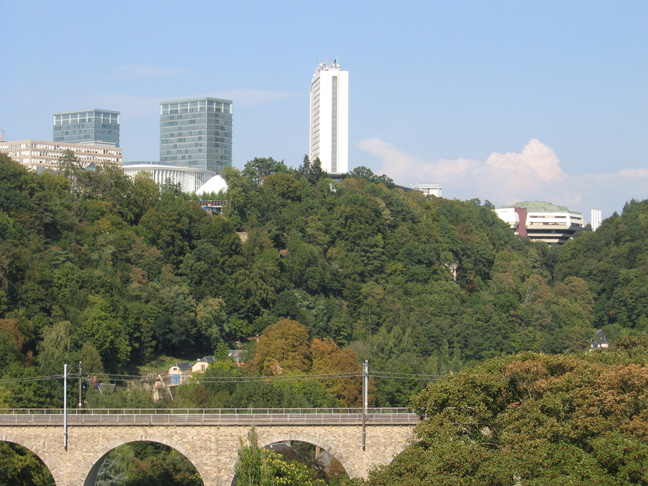
Edifício do Parlamento Europeu (ao centro) no Luxemburgo.

O Secretariado do Parlamento Europeu é o órgão de administração do Parlamento Europeu, dirigido por um Secretário-Geral. Tem sede no bairro de Kirchberg de Luxemburgo e emprega 4.000 funcionários.

## Secretário-Geral
O Secretário-Geral do Parlamento Europeu é nomeado pela Mesa do Parlamento. O cargo é responsável pela administração e assistência ao Presidente, aos deputados e aos órgãos do Parlamento. Ele também lida com o dia-a-dia dos negócios e prepara relatórios de base para as estimativas orçamentais. O Secretário-Geral também tem que assinar, juntamente com o Presidente, todos os actos adoptados pelo Parlamento e pelo Conselho.
Os Secretários-Gerais, até à data, foram: 
- Frits de Neree tot Babberich (1958-1963)
- Hans Nord (1963-1979)
- Julian Priestley (1997-2007)
- Harald Rømer (2007-2009)
- Klaus Welle (2009-presente)

## Serviço Jurídico
O Serviço Jurídico do Parlamento aconselham os membros e órgãos em matéria de Direito europeu, ajudando na elaboração de legislação e representando o Parlamento no Tribunal.

## Direcções-Gerais

### Presidência
A Direcção-Geral da Presidência (DG PRES) organiza sessões plenárias e atividades de acompanhamento, incluindo protocolo, correio, registo, arquivos e segurança.

### Políticas Internas
A Direcção-Geral das Políticas Internas da União (DG IPOL) trata de ajudar o trabalho das comissões parlamentares e dos respectivos presidentes, bem como coordenar as relações e a cooperação com as outras instituições e os parlamentos nacionais.. A DG também fornece informações especializadas e pesquisa para os membros e comissões. Esta é a tarefa das unidades temáticas que produzem estudos, a pedido, sobre os temas para os membros. Um departamento de políticas específicas - o STOA, Comité Científico de Avaliação de Opções de Tecnologia - assessora comités e membros sobre temas como a Avaliação Tecnológica do Parlamento Europeu.

### Políticas Externas
A Direcção-Geral das Políticas Externas da União (DG EXPO) trata da assistência ao trabalho das delegações do Parlamento, comissões e dos respectivos presidentes, bem como da coordenação das relações e a cooperação com outras instituições, parlamentos nacionais e outros órgãos. Também forma metade do co-secretariado da ACP-UE Assembleia Parlamentar Paritária, da Assembleia Parlamentar Euro-Mediterrânica, da Eurolat e do Secretariado da Assembleia Parlamentar para os Países Vizinhos do Leste Europeu. A DG organiza visitas a delegações de Estados não-UE e visitas ao Parlamento pelas bancadas estaduais externas. A DG também fornece informações especializadas e pesquisa para os membros e comissões sobre temas relativos aos países externos. Esta é a tarefa do Departamento de Política, que produz estudos, a pedido, sobre os temas para os membros. Estes estudos, sendo produzidos por ou para o Parlamento Europeu, são publicados no sítio Europarl.

### Comunicação
A Direcção-Geral da Comunicação (DG COMM) lida com informação do público e da mídia. A sua equipa inclui o porta-voz do Parlamento, o serviço de imprensa e uma rede de gabinetes de informação ao público através dos Estados-membros. Ela também gerencia o site Europarl.

### Pessoal
A Direcção-Geral do Pessoal (DG PERS) lida com os recursos humanos das outras direcções-gerais, incluindo o acesso à formação profissional.

### Infra-estruturas e Logística
A Direcção-Geral das Infra-Estruturas e da Logística (DG INLO) gere os edifícios do Parlamento Europeu (distribuídos pela sede em Estrasburgo, e os edifícios em Bruxelas e no Luxemburgo) e as suas Secretarias de Estado e equipamentos.

### Tradução
A Direcção-Geral da Tradução (DG TRAD) é responsável pela tradução dos documentos escritos do Parlamento.

### Interpretação e Conferências
A Direcção-Geral de Interpretação e das Conferências (DG INTE) gerencia as salas de reunião e interpretação de todas as reuniões organizadas pela Instituição.

### Finanças
A Direcção-Geral das Finanças lida com os assuntos financeiros e orçamentais do Parlamento. Prepara e controla o orçamento e acompanha a sua posterior implementação. Ela também é responsável pela contabilidade oficial e tesouraria, bem como pelas finanças dos deputados.

### Inovação e Apoio Tecnológico
A Direcção-Geral da Inovação e do Apoio Tecnológico (DG ITEC) consiste na Direcção de Tecnologias de Informação (DIT), no apoio da central ITC e centro de informática, redes e na Direcção de Publicação e Distribuição, que trata da publicação de material do Parlamento, como documentos de trabalho e o Jornal Oficial.

## Staff
Em Abril de 2009
| Direcção                                           | Posto                                  | Nome                     | Fonte |
| -------------------------------------------------- | -------------------------------------- | ------------------------ | ----- |
| Gabinete da Secretaria-Geral                       | Secretário-Geral do Parlamento Europeu | Klaus Welle              |       |
| Serviço Jurídico                                   | Jurisconsulto do Parlamento Europeu    | Christian Pennera        |       |
| Ddirecção-Geral da Presidência                     | Director-Geral                         | David Harley             |       |
| Direcção-Geral das Políticas Internas da União     | Director-Geral                         | Riccardo Ribera d'Alcala |       |
| Direcção-Geral das Políticas Externas da União     | Director-Geral                         | Dietmar Nickel           |       |
| Direcção-Geral da Comunicação                      | Director-Geral                         | Francesca R. Ratti       |       |
| Direcção-Geral do Pessoal                          | Director-Geral                         | Barry Wilson             |       |
| Direcção-Geral das Infra-Estruturas e da Logística | Director-Geral                         | Constantin Stratigakis   |       |
| Direcção-Geral da Tradução                         | Director-Geral                         | Juana Lahousse-Juárez    |       |
| Direcção-Geral da Interpretação e das Conferências | Director-Geral                         | Agnieszka Walter-Drop    |       |
| Direcção-Geral das Finanças                        | Director-Geral                         | Roger Vanhaeren          |       |
| Direcção-Geral da Inovação e do Apoio Tecnológico  | Director-Geral                         | Jean-Marc Laforest       |       |